# PFKFB2
La 6-fosfofructo-2-quinasa / fructosa-2,6-bifosfatasa 2 es una enzima que en humanos está codificada por el gen PFKFB2 .
La proteína codificada por este gen está involucrada tanto en la síntesis como en la degradación de fructosa-2,6-bisfosfato, una molécula reguladora que controla la glucólisis en eucariotas. La proteína codificada tiene una actividad 6-fosfofructo-2-quinasa que cataliza la síntesis de fructosa-2,6-bifosfato y una actividad fructosa-2,6-bifosfatasa que cataliza la degradación de fructosa-2,6-bisfosfato. Esta proteína regula los niveles de fructosa-2,6-bisfosfato en el corazón, mientras que una enzima relacionada codificada por un gen diferente regula los niveles de fructosa-2,6-bisfosfato en el hígado y el músculo. Esta enzima funciona como homodímero. Se han encontrado dos variantes de transcripción que codifican dos isoformas diferentes para este gen.

## Interacciones
Se ha demostrado que PFKFB2 interactúa con YWHAQ.